# 黒岩利雄
黒岩 利雄（くろいわ としお、1908年（明治41年）12月25日 - 1944年（昭和19年）8月26日）は大日本帝国海軍の戦闘機操縦士。

## 経歴
1908年（明治41年）12月25日福岡県に生まれた。1926年（大正15年）佐世保海兵団に入隊。1928年（昭和3年）3月、第13期操縦練習生に入隊。12月に課程を修了し、戦闘機操縦士となった。
1932年（昭和7年）空母加賀乗組み時、第一次上海事変勃発により加賀は上海沖に出動した。2月7日飛行隊は公大基地に進出、22日生田大尉率いる三式艦戦3機の2番機として、一三艦攻3機とともに蘇州攻撃に参加した。蘇州上空においてアメリカ人義勇兵のロバート・ショート操縦するボーイング218と交戦し、これを共同撃墜した。これは日本陸海軍を通じて初めての、航空戦による撃墜だった。日本国内で大きく報道され、黒岩らは野村第三艦隊司令長官から感状を授与された。
事変後は内地で教員任務についた。坂井三郎は、その著書に佐伯空での訓練で黒岩に簡単に負かされたことを記し、また対談において巧かった戦闘機搭乗員の筆頭に挙げている。
支那事変が始まると一等飛行兵曹として大村空から楠次郎吉二等飛行兵曹、松村百人、岩本徹三一等飛行兵を伴い、1938年（昭和13年）2月付で十三空に配属となり、南京に進出した。2月25日、南昌老営房飛行場爆撃に向かう中攻35機編隊の掩護任務で出撃。戦闘機隊第1中隊（田熊繁雄大尉指揮）の第3小隊長となる。迎撃に上がった中ソ連合部隊のI-15、I-1630機あまりと交戦し、I-16 2機うち1機を撃墜確実、I-15 1機を撃墜（不確実）したが、その直後I-15数機に追われ攻撃を受けたため、戦線を離脱。3月、編成換えにより十二空に転属、8月までに13機撃墜を記録した。これは支那事変における撃墜数で岩本徹三の14機に次ぐ記録だった。黒岩はその荒っぽい戦法から「悪童」と評された。
1939年（昭和14年）、31歳になった黒岩は飛行兵曹長に昇進後、高齢を理由に除隊し、民間航空会社である大日本航空の操縦士になった。1940年（昭和15年）2月5日16時55分、同社の福岡発那覇経由台北行DC-2型機「阿蘇号」を操縦中、「右エンジン不調、魚釣島に不時着す」の無線電信を残して消息を絶ったが、翌朝同島北岸に不時着しているのが発見され、のちに日本電信電話公社第3代総裁を務める米沢滋逓信局無線課技師ら乗客乗員13名全員が救助された（大日本航空阿蘇号不時着事故）。
その後、太平洋戦争中の1944年（昭和19年）8月26日、輸送任務でマレー半島沖を飛行中に行方不明となった。